# Pieni Pyysaari (ö i Södra Savolax)
Pieni Pyysaari är en ö i Finland. Den ligger i sjön Pihlajavesi och i kommunen Puumala i den ekonomiska regionen  S:t Michel och landskapet Södra Savolax, i den södra delen av landet, 240 km nordost om huvudstaden Helsingfors. Öns area är 5,7 hektar och dess största längd är 370 meter i öst-västlig riktning.